# طارق غلين
طارق غلين (بالإنجليزية: Tarik Glenn)‏ هو لاعب كرة قدم أمريكية أمريكي، ولد في 25 مايو 1976 في كليفلاند في الولايات المتحدة.

## وصلات خارجية
- طارق غلين على موقع مرجع كرة القدم المحترفة.كوم (الإنجليزية)